# Upokongaro

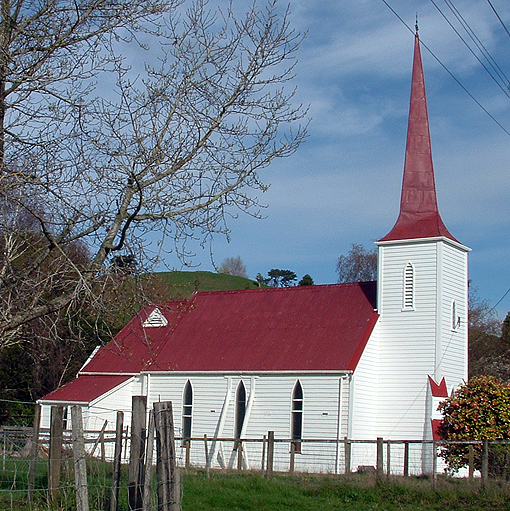
Église Anglicane St Mary.
En 1885, Alfred Burton notait : « Upokongaro se vante d’avoir une flèche de l’église avec trois cotés, quelque chose comme une baïonnette »

Upokongaro (plus correctement écrit, Ūpokongaro) est une localité de l’Île du Nord de la Nouvelle-Zélande.

## Situation
C’est une petite ville localisée à 12 km en amont de la ville de Wanganui, dans la vallée de Makirikiri. 
Fondée par les européens en 1860, c’était un important croisement pour les ferries franchissant le fleuve Whangarei et un arrêt pour les bateaux remontant la rivière.

## Toponymie
Le nom du village en langue maorie, ūpoko (tête) ngaro (caché), fait référence à une histoire racontant comment la fille du chef nommée Ira-nga-rangi, s’arrangea à avoir la tête retirée du corps lors de sa mort et cachée par ses proches, car elle craignait d’être profanée par ses ennemis.
Supposée pour être préservée, la tête fut donc cachée dans une grotte sur la rive du ruisseau Ūpokongaro  au nord du village, d’où le village tire son nom.

## Histoire
À la période des contacts avec les Européens, le village d’Ūpokongaro et les installations adjacentes de Waipakura et de Kukuta furent le domicile du hapū des Ngāti Patutokotoko (en) de l’iwi des Te Āti Haunui-a-Pāpārangi (en). 
Les Ngāti Iringirangi et les Nga Paerangi sont aussi notés pour avoir été présents. 
Le sommet fortifié de la colline constituant le pā de Ūpokongaro, qui fut appelé Opiu durant la période de temps des années 1840, puis Opiu, fut démoli et abandonné.
Waipakura, au sud de Ūpokongaro fut une des nombreuses réserves natales, installées à côté, à part de l’Acte de vente de 1848; certaines étant néanmoins louées aux colons dans les années 1860 .
Ūpokongaro fut décrit comme un « petit pā » en 1865, et le village maori persista au moins jusqu’en 1880. 
Le site du pā au niveau d’Opiu fut utilisé comme refuge pour les femmes et les enfants des colons en 1862, quand ils craignirent l’incursion du parti de la guerre de Hau Hau, et ils furent ensuite reconduits dans une redoute.

## Le village européen
En 1866, le colon John Kennedy construisit un hôtel et un an plus tard, le bureau de poste durant les années 1870 et 1880, si bien que le nom local pour la localité d’Ūpokongaro était Kennedy's. 
Une école fut construite en 1870, connue de 1873 à 1879 comme North Makirikiri ou l‘école de River Bank.
La salle de classe fonctionna aussi pour les services religieux de l’église anglicane au milieu des années 1870, jusqu’en 1877, date à laquelle l’église anglicane St Mary fut construite. 
Conçue par un architecte local nommé dit‘Edward Morgan et construite par John Randal, St Mary se distingue en ayant une flèche avec une section triangulaire reposant sur un clocher à quatre cotés. 
Ses fenêtres en verre teinté furent installées en 1879, en mémoire d’Archibald Montgomery, un jeune homme de Upokongaro perdu lors du naufrage du clipper Avalanche dans la  Manche ou canal des Anglais,juste avant que l’église ne soit terminée.
St Mary est la plus ancienne des églises du district de Whanganui restée sur son site d'origine.

## Découvertes des Moa
En 1930, des milliers d’os de moas furent découverts, recouverts par une couche de boue dans la vallée d’Upokongaro au niveau de Makirikiri par une expédition du Musée de Wanganui (en)
En commémoration de cette découverte, des sculptures en béton à taille réelle des moas peuvent être vues de la route principale à la sortie de Upokongaro Cafe.